# لیویسیسم
لیویسیسم شکلی از مطالعات ادبی است که به نام اف. آر لیویس نامگذاری شده است. لیویس تا حد زیادی تحت تأثیر متیو آرنولد قرار داشت. آن‌ها در این تصور مشترک هستند که فرهنگ نقطه اوج تمدن و دغدغه یک اقلیت تحصیل‌کرده است. لیویس استدلال می‌کند که انگلستان قبل از انقلاب صنعتی دارای فرهنگ اصیل نخبگانِ تحصیل کرده بود. برای لیویس، دوران طلایی یک جامعه ارگانیک با فرهنگ زنده ترانه و رقص محلی همراه بوده است.